# Adaptogen
Adaptogen je pojem z alternativní medicíny, který označuje rostlinný produkt údajně zvyšující odolnost organismu proti stresovým situacím (zranění, úzkost nebo tělesná únava). Zlepšují schopnost odolávat změněným podmínkám, adaptovat se na ně, přizpůsobit se jim. 
Termín vytvořil ruský vědec Nikolaj Lazarev v roce 1947.  Adaptogeny mají mnoho dalších názvů: stimulátory (biostimulátory), harmonizátory, tonika, omlazující rostliny, rostliny nesmrtelnosti či látky posilující čchi.
Udává se, že adaptogenní rostlinné drogy jsou jedinečné oproti jiným látkám ve své schopnosti udržovat rovnováhu hormonů a imunitního systému. Pomáhají organismu udržovat optimální homeostázu. (Homeostáza je schopnost organismu udržovat stabilní vnitřní prostředí.)

## Kritéria pro adaptogeny
Nikolaj Lazarev vytvořil kritéria, podle kterých se posuzuje, zda rostlina patří mezi adaptogeny:
1. Musí mít jen minimální nepříznivé působení na fyziologické funkce organismu.
2. Musí zvyšovat odolnost organismu proti nepříznivým vlivům nikoliv specifickým účinkem, ale prostřednictvím široké škály fyzikálních, chemických a biochemických faktorů.
3. Musí mít celkově normalizující účinek, zlepšující všechny stavy a nezhoršující žádný z nich.

## Adaptogenní rostliny
Mnohé adaptogenní rostliny byly známy již v tradiční čínské medicíně či indické ajurvédě. Příkladem rostlin s adaptogenním působením jsou všehoj ženšenový, ženšen americký, eleuterokok ostnitý, klanopraška čínská, parcha saflorová, rozchodnice růžová, bazalka posvátná, bazalka příjemná, embilika lékařská, gynostema pětilistá, chebule srdčitá, chřest hroznovitý, kozinec blanitý, kustovnice cizí, kustovnice čínská, lékořice lysá, lékořice uralská, pazvonek chloupkatý, pseudostelárie různolistá, rdesno mnohokvěté, vitánie snodárná aj.
Příkladem houby s adaptogenním účinkem je lesklokorka lesklá a housenice čínská.
Příkladem minerální suroviny s adaptogenním účinkem je mumio.
Existuje celá řada rostlin a dalších surovin/produktů, které aspirují na označení adaptogen, ale které nejsou dostatečně prozkoumány, takže je můžeme označovat jako potenciální, pravděpodobné adaptogeny; nebo jejichž účinky nejsou tak výrazné, abychom je zařadili do hlavní skupiny adaptogenů, takže je někteří znalci označují jako tzv. malé adaptogeny.

## Působení adaptogenů
Při detailním pohledu na působení adaptogenů zjišťujeme různé kombinace vlivu na tělesné systémy, funkce a orgány. Nejčastěji jde o kombinaci některých z těchto vlivů:
- mají antioxidační účinek
- podporují biosyntézu, to znamená zejména tvorbu nejdůležitějších aminokyselin a bílkovinných sloučenin
- podporují přenos energie a jejích zdrojů do buňky
- posilují metabolismus, asimilaci a látkovou výměnu vůbec
- urychlují léčebné a regenerační procesy organismu (tkání, orgánů, buněk, systémů)
- zpomalují stárnutí organismu (tkání, orgánů, buněk, systémů); zpomalují degenerativní pochody v živočišném organismu, brání jeho opotřebení
- zlepšují kondici nervového systému (např. jej tonizují, uklidňují, zvyšují jeho odolnost)
- posilují nebo modulují imunitu
- zlepšují kondici hormonálního systému (žláz s vnitřní sekrecí)
- vyrovnávají patologické výkyvy hodnot různých tělesných funkcí a obsahu určitých látek v organismu nebo pomáhají tyto funkce nadstandardně zlepšit
- mají preventivní protirakovinný účinek nebo brzdí rozvoj rakoviny a pomáhají ji léčit
- zlepšují snášení chemických léků či léčebného ozařování a zmenšují výskyt nežádoucích účinků
- mají preventivní protizánětlivý účinek nebo brzdí rozvoj zánětu a pomáhají jej léčit
- jako biogenní stimulátory působí stimulačně na fyzickou oblast; zlepšují odolnost vůči fyzické zátěži
- jako biogenní stimulátory působí stimulačně na duševní oblast; zlepšují odolnost vůči psychické zátěži
- působí jako posilující a vyživující prostředek (roborans) nebo snižují nároky na výživu a pomáhají odstraňovat účinky nedostatečného příjmu živin
- snižují fyzikální a fyzikálně biologické účinky změněného prostředí včetně extrémních podmínek (účinky chladu, horka, průvanu, vysokého či nízkého atmosférického tlaku, odstředivé síly aj.)
- snižují chemické a biochemické účinky změněného prostředí, např. snižují účinky toxických látek, například ze zhoršeného životního prostředí
- zlepšují potenci, libido, celkovou sexuální kondici
- zlepšují pracovní či sportovní výkonnost
- podle východní medicíny zlepšují celkovou energii čchi (bioenergii) organizmu, resp. kondici energetických drah a center